# سیارک ۲۳۳۵۵
سیارک ۲۳۳۵۵ (به انگلیسی: 23355 Elephenor، نامگذاری:9602P-L) بیست و سه هزار و سیصد و پنجاه و پنجمین سیارک کشف شده‌است که در ۱۷ اکتبر ۱۹۶۰ کشف شد.
قدر مطلق سیارک برابر ۱۱٫۷۰ است.